# Ana Aurelia Roda Fornaguera
Ana Aurelia Roda Fornaguera (Bogotá, 1955), conocida como Ana Roda, es una bibliotecaria, editora y traductora colombiana. Es licenciada en Filosofía y Letras de la Universidad de los Andes. Ha trabajado con textos de literatura y ciencias sociales para varias editoriales y revistas culturales colombianas. Entre 1996 y 2003 fue la editora de la línea de Literatura y Ensayo del Grupo Editorial Norma. Fue Jefe de Publicaciones del Fondo Cultural Cafetero entre 1981 y 1987. De 2004 a 2007 trabajó con el Instituto Distrital de Cultura y Turismo de Bogotá. Fue directora de la Biblioteca Nacional de Colombia entre 2008 y 2013. Desde 2016 es directora de Lectura y Bibliotecas de la Secretaría Distrital de Cultura, Recreación y Deporte.
Es hija de María Fornaguera, pedagoga y cuentista colombiana, y del pintor español Juan Antonio Roda. Cuando era pequeña quería ser actriz, estudió inicialmente psicología, pensó estudiar medicina, pero finalmente se cambió a la facultad de Filosofía y Letras de la Universidad de los Andes, donde obtuvo su licenciatura en 1978.
En el 2004 se vinculó a la administración distrital, primero como Gerente de Literatura de la Secretaría Distrital de Cultura, Recreación y Deporte donde creó y coordinó programas de lectura como Libro al viento y las Bibloestaciones de Transmilenio. Estuvo a cargo del proyecto de Bogotá, Capital Mundial del Libro 2007. Durante su gestión participó en la investigación Hábitos de Lectura y consumo del libro en Colombia, 2006, con el capítulo dedicado a Bogotá y fue parte del equipo que redactó la Política de Lectura para la ciudad.
En su tiempo como directora de la Biblioteca Nacional desarrolló la segunda etapa del Plan Nacional de Lectura y Bibliotecas denominado Bibliotecas Vivas. Por su iniciativa se promulgó la Ley 1379 de Bibliotecas Públicas. También inició el proyecto de dotación y uso de las nuevas tecnologías de la red de bibliotecas públicas del país. Bajo su mandato se comenzó la adecuación tecnológica del edificio y se empezó el desarrollo del proceso de digitalización de la biblioteca que utiliza escáneres de una donación del gobierno de Corea. Desde el 15 de enero de 2019 es directora del departamento de Red de Bibliotecas del Banco de la República.